# 恰卢斯县
恰盧斯縣（波斯語：‎）位於伊朗馬贊德蘭省，首府是恰盧斯。根據2006年的人口普查結果顯示，恰盧斯縣的總人口為119,559人。2011年為122,736人。到了2016年總人口為116,542人。